# Messier 54
Messier 54 este un obiect ceresc care face parte din Catalogul Messier, întocmit de astronomul francez Charles Messier.